# يوجين إنديك
يُوجِين إندْجِيك (بالإنجليزية: Eugen Indjic)‏ (و. 1947  م) هو عازف بيانو، وملحن أمريكي، ولد في بلغراد، يستخدم آلات بيانو.

## التعليم
تعلم في جامعة هارفارد، وتعلم في أكاديمية فليبس، وتعلم في مدرسة جوليارد.

## وصلات خارجية
- يوجين إنديك على موقع IMDb (الإنجليزية)
- يوجين إنديك على موقع ميوزك برينز (الإنجليزية)
- يوجين إنديك على موقع أول ميوزيك (الإنجليزية)
- يوجين إنديك على موقع ديسكوغز (الإنجليزية)